# Famille de La Forest Divonne
La famille de La Forest Divonne, anciennement de La Forest, originaire de Savoie, est une famille subsistante de la noblesse d'extraction médiévale sur preuves de 1398. Elle fut admise aux honneurs de la Cour de France en 1773.
Elle compte des membres de la cour des comtes puis ducs de Savoie, des officiers généraux ou encore Louis de La Forest Divonne élevé à la dignité de pair de France en 1827, pairie héréditaire pour sa famille.

## Histoire

### Origines
La famille de La Forest (de Foresta) est originaire de Savoie, et elle a pour berceau le château ou maison forte de La Forest, au lieu dit La Foresta sur la commune de Saint-Jean-de-Chevelu près d'Yenne dans la région naturelle du Petit-Bugey dépendant de la Savoie. Au Moyen Âge cette commune était le fief de la famille de Chevelu.
Gustave Chaix d'Est-Ange fait mention de quelques personnages vivants au XIVe siècle mais ajoute que la filiation certaine débute en 1398 en Bugey,, avec Guillaume de La Forest, damoiseau,,,,, qui est institué châtelain de Rossillon et d'Ordonnaz par lettres patentes du 27 février 1398.
Sur la clef de voûte d'une chapelle latérale de l'église de ce village sont gravées les armes de cette famille et le chemin passant derrière la maison forte du village (nom local : manoir ou château de Rossillon) porte le nom de chemin de la Forest. Les seigneurs de la Forest resteront châtelains de ce village jusqu'au XVIe siècle.

### Citation
Amédée de Foras, auteur de l'Armorial et Nobiliaire de l'ancien duché de Savoie, cite Antoine de La Forest (1444-1499), gouverneur du comté de Nice, ancêtre de la branche de La Forest Divonne :
« Le duc Charles Ier de Savoie délivre au seigneur Antoine de La Forest, les patentes suivantes : Considérant la noblesse du lignage, les grandes vertus, la fidélité invincible et la valeur de notre sincèrement cher et féal conseiller, gouverneur de notre personne, Antoine de La Forest,  les services éclatants que depuis ses jeunes années, il a rendu d'abord à nos parents, de bonne mémoire, et ensuite à notre mère et à nous, quand jadis, avec elle, nous fûmes violemment pris par le duc Charles de Bourgogne, alors que tous les nôtres nous avaient abandonnés... au milieu de la nuit, seul et à pied, il osa nous suivre dans d'âpres montagnes, au travers des milices Bourguignonnes, ne pensant ni aux dangers de lieux et des moments, ni au péril de sa vie. Ensuite par son zèle et ses œuvres diligentes, il a procuré notre délivrance et a fait effectivement rendre la liberté , à nous et à notre mère. Plus tard, nous avons été placés sous son gouvernement; il s'est efforcé de nous former aux vertus et aux bonnes mœurs, avec un tel dévouement que tout ce que nous avons de bon, de qualité et de vertu, nous le devons, après Dieu, à ses soins et à ses œuvres... ».
- Version historique : « Après la Bataille de Morat (22-06-1476), le duc de Bourgogne, Charles le Téméraire, organise la séquestration de la famille ducale de Savoie. Elle ne doit son salut qu'à la promptitude d'un homme de sa suite »[13].

### La branche de La Forest Divonne
Gilbert Ier de La Forest épouse Jeanne-Françoise de Symond, veuve de Laurent de Gingins, baron de Divonne.
Les lettres patentes de Louis XV (1749), érigeant la seigneurie de Divonne en comté de La Forest, indiquent que la famille de La Forest « dès le Xe siècle était considérable en Savoie où elle a possédé les premières charges de la cour des ducs de Savoie ». Toutefois Louis de La Roque écrit à ce sujet : Les lettres patentes de Louis XV qui érigent en comté la baronnie de Divonne et quelques autres terres en faveur de Gilbert de La Forest portent que la famille de l'exposant était considérable en Savoie dès le Xe siècle et que les ducs de Savoie accordèrent le titre de comte aux enfants mâles de cette maison qui a eu l'honneur de leur être alliée. Nous voyons là un exemple des exagérations et des inexactitudes qui s'introduisaient dans les motifs des lettres patentes. En effet, loin de remonter au Xe siècle, la maison de La Forest ne parait que dans les actes vers la fin du XIIIe siècle et n'établit sa filiation suivie qu'à partir de 1398. On ne voit pas par les actes connus qu'elle ait été alliée à la maison de Savoie.
En 1773, sous le règne du roi Louis XV, Claude Antoine de La Forest-Divonne est admis aux honneurs de la Cour.
Au XIXe siècle, sous la Seconde Restauration, Louis-Marie-François de La Forest Divonne est élevé à la dignité de pair de France (1827-1830) au titre de baron-pair en 1829.
Elle est classée parmi les familles subsistantes de la noblesse française. Elle adhère à l'ANF en 1935.

## Personnes non rattachées
Amédée de Foras, dans son Armorial et nobiliaire de l'ancien duché de Savoie, indique que les La Forest sont mentionnés en Savoie depuis le XIIIe siècle. Ces premiers personnages ne sont, à ce jour, pas rattachés à la filiation prouvée.
L'un des premiers porteurs de ce nom que l'on retrouve dans les documents est Berlion de La Forest. Ce chevalier est témoin de la charte de franchises de Chambéry , accordée par le comte de Savoie Thomas Ier, le jour des ides de mars 1232. Sicamore de La Forest est mentionné en 1296, il s'agit d'un chevalier, dit père de Guillaume de Lucey.
- Jean de La Forest, cité en 1298[3],[4],[5] ;
- André de La Forest prit part à l'expédition du comte Édouard de Savoie contre le dauphin Guigues VIII de Viennois en 1325 et il fut un des principaux chevaliers faits prisonniers à la Bataille de Varey[3],[4],[5] ;
- Esnard ou Ainard de La Forest est bailli du Bugey en 1334[3],[4] (La Roque donne cette affirmation comme douteuse[5]) ;
- Un La Forest fut un des tenants du tournoi de Chambéry sous Amédée VI de Savoie en 1348[3],[4],[5].

## Filiation
La famille de La Forest donna les branches suivantes :
- d'Apremont, éteinte au XVIe siècle dans la maison de Dortans[4],[7].
- du Chatelard, éteinte au  XVe siècle[4],[7].
- de Rian, éteinte au  XVIe siècle[4],[7].
- de Somont, éteinte au XVIIIe siècle[4],[7].
- de Rumilly-sous-Cornillon et de Divonne, subsistante[4],[7].

Branche de La Forest Divonne
La branche des La Forest Divonne est issue de Gilbert Ier, descendant de Pierre de La Forest (1490-1536), marié à Jeanne-Françoise de Symond, veuve de Laurent de Gingins, baron de Divonne, parents d'une fille unique, Bonne, qui entre chez les religieuses bernardines, et teste en 1663 en faveur de son beau-père, Gilbert Ier, lui léguant la baronnie de Divonne. Le fils de Gilbert Ier, Albert-Eugène de La Forest, est l'auteur de la branche française de La Forest Divonne et le premier à en porter le nom.
La famille de La Forest Divonne fut reçue aux Honneurs de la Cour en 1773 et en 1787.

## Armes et devise
| Famille de La Forest | Les armes de la famille de La Forest se blasonnent ainsi : De sinople à la bande d'or frétée de gueules. Il s'agit des armes portées lors du tournoi de 1348, selon Guichenon Cimier : une aigle de sable, surmontée d'une « couronne ducale », - Devise : Tout à travers. Foras ajoute à ces armes deux pennonceaux rappelant l'héritage des familles de Saumont et Bonivard (cf. ci-après). |

| Famille de La Forest Divonne | Les armes de la famille de La Forest Divonne se blasonnent ainsi : De sinople à la bande d'or chargée (frétée) de 4 sautoirs de gueules,. Chaix d'Est-Ange indique que « la branche aîné enveloppe son écusson d'un manteau de pair de France » Couronne ducale. Cimier : une aigle éployée de sable[, becquée et armée de gueules], couronnée d'or. - Support : Deux lions au naturel, debout armés et lampassés de gueules. - Devise: Tout à travers. |

Le roi Humbert Ier d'Italie confirme par lettres patentes du 2 mai 1889 l'usage de la couronne ducale pour les membres de la famille de La Forest-Divonne.

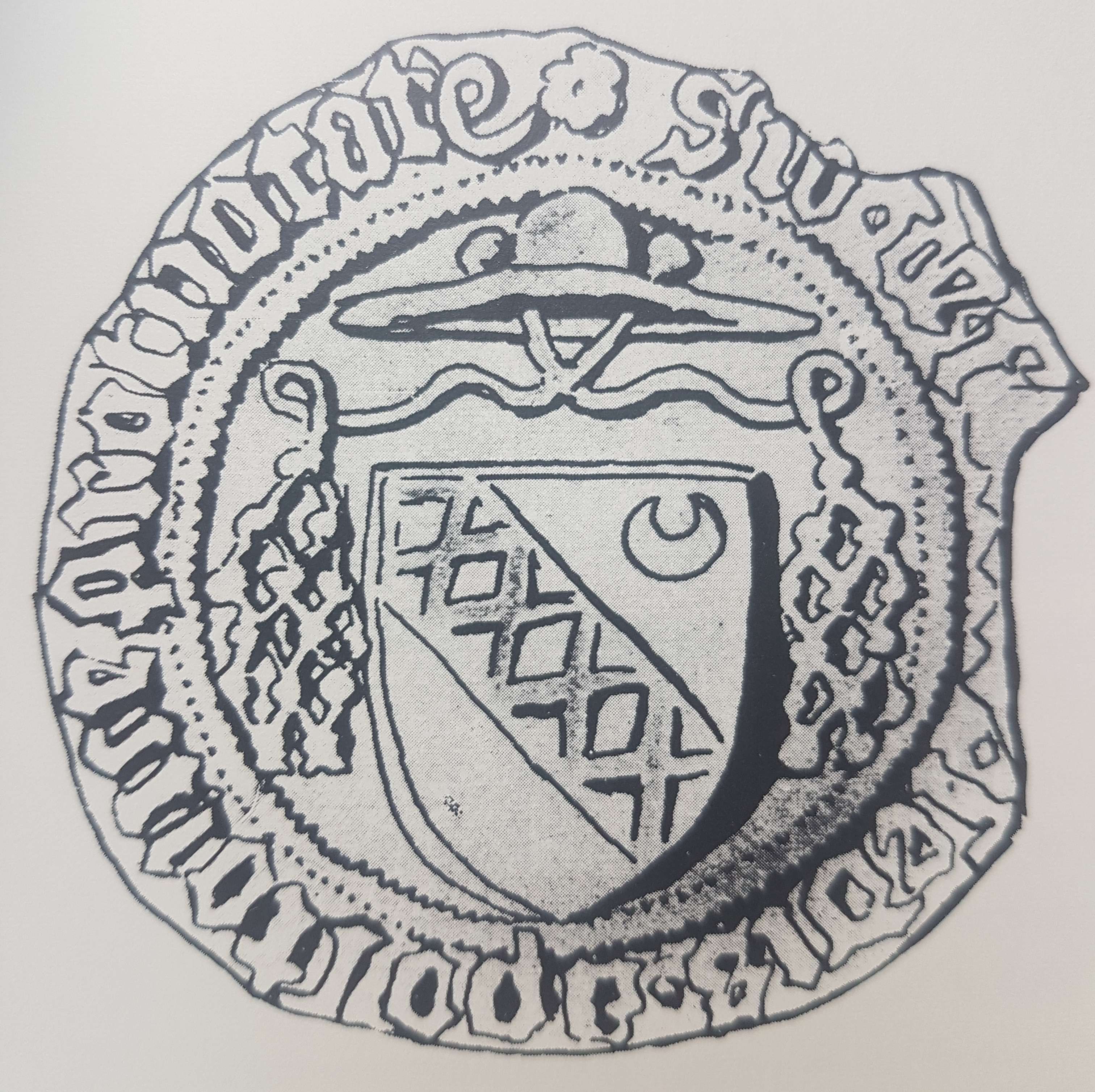
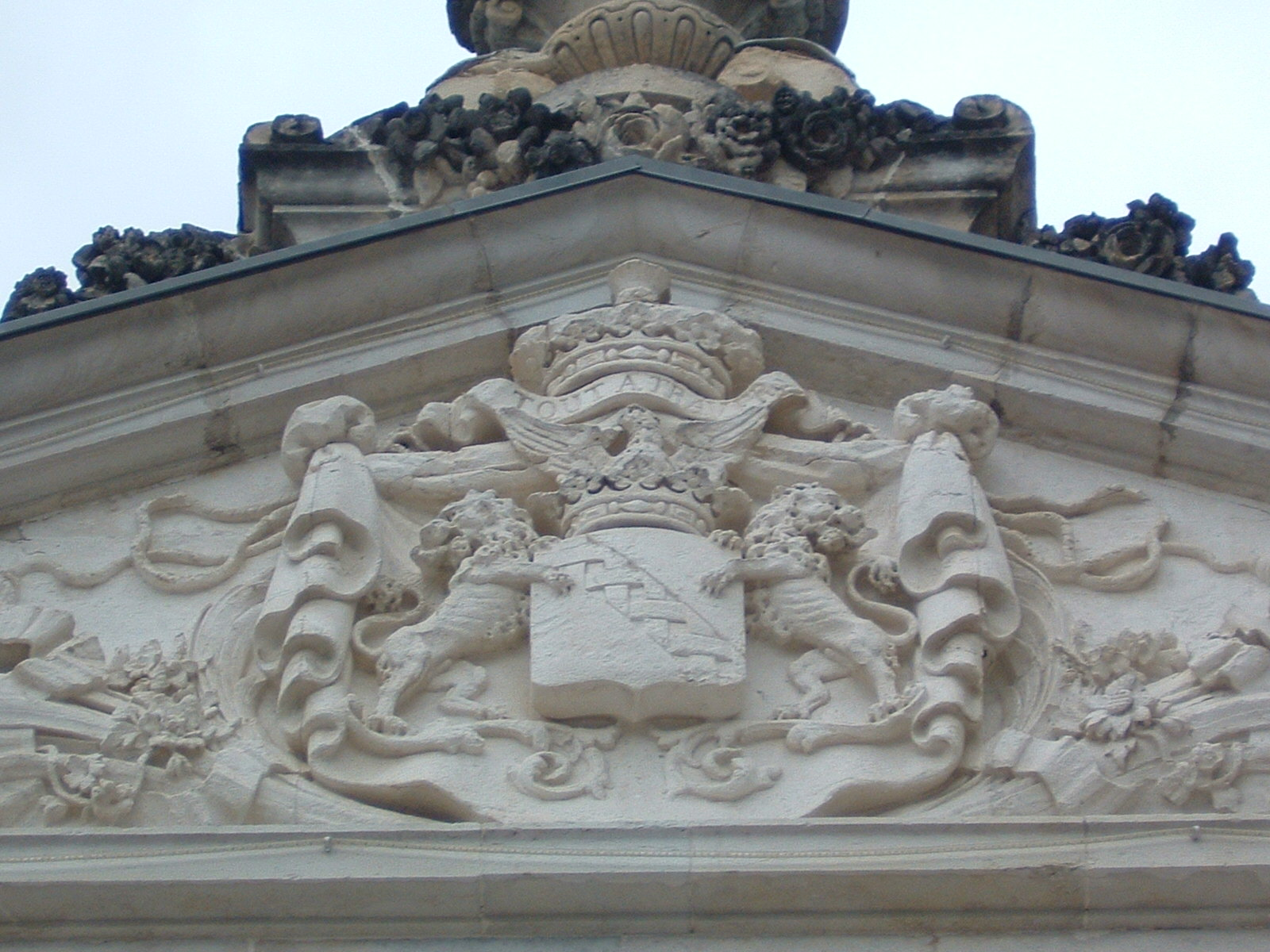
Fronton du château de Divonne (Ain)

## Titres
- baron d’Apremont, baron de La Bastie d'Albanais, baron de Divonne[18] (possession d'anciennes baronnies[5]) ;
- Comte de La Bare, de La Croix, de Verel et Dulin et de Pont-de-Beauvoisin, de Rumilly-sous-Cornillon et de comte de La Bâtie d'Albanais[18] ;
  - Comte de Verel : érection par Charles-Emmanuel, duc de Savoie, des terres de Verel et de Dullin en comté par lettres patentes du 28 février 1594 en faveur de Claude-Charles de La Forest[5],[4] ;
  - Comte de La Croix : érection par Christine de France, duchesse de Savoie, de la seigneurie de la Croix en comté, par lettres patentes du 23 mars 1640 en faveur de François de la Forest sieur de la Barre en Bugey[5],[4] ;
  - Comte de Rumilly-sous-Cornillon :  érection par Jeanne Baptiste de Savoie-Nemours, duchesse de Savoie, de la seigneurie de Rumilly-sous-Cornillon, par lettres patentes du 29 octobre 1698, en faveur de François Emmanuel de La Forest, seigneur de Rumilly-sous-Cornillon[5],[4] ;
- Comte de La Forest, érection par Louis XV de la terre de Divonne en comté de La Forest par lettres patentes de mai 1749 en faveur de Gilbert de La Forest[4],[5] ;
- Pair de France héréditaire en 1827[20] pour Louis de La Forest Divonne (1765-1838)[7] ;
- Baron Pair héréditaire sur institution d'un majorat de pairie en 1829 pour Louis de La Forest Divonne (1765-1838)[7].

## Charges
Guillaume de La Forest, bailli de Faucigny (l'une des six provinces historiques de la Savoie) pour la période de 1441 à 1445.
Certains membres ont été châtelains au service des princes de Savoie :
- Chambéry (1455-1465) ;
- Châtillon et Cluses (1440-1445) ;
- Évian et Féternes (1428-1435) ;
- Tournon (1518-1521).

## Possessions
Liste non exhaustive des propriétés ayant été possédées par la famille de La Forest :
- château de Rumilly-sous-Cornillon, à Saint-Pierre-en-Faucigny, (1530-1733) , connu sous le nom d'Arcine, depuis le XIXe siècle.
- château d'Apremont, à Apremont (1609-1622) ;
- Château de Cuchet, à Saint-Sorlin-en-Bugey (vers la fin du XVe siècle) ;
- château de Divonne, à Divonne-les-Bains (1660- actuel)[23] ;
- château de la Barre, à Brégnier-Cordon (1488-XVIIIe siècle) ;
- château de la Forest, à Saint-Jean-de-Chevelu (maison forte du XIVe siècle possédée jusqu'en 1646) ;
- château de Lucey, à Lucey (origine-1296) ; non rattaché à la filiation prouvée
- château de Montcharvin, à Cognin (1525-XVIIIe siècle) ;
- château de Montfalcon, à La Biolle (1641-?), reçu en fief en 1641 ;
- Maison forte de La Forest (nom local : manoir ou château de Rossillon), à Rossillon (1398-XVIe siècle) ;
- château de Somont, à Yenne (début du XVIe siècle-?) ;
- Hôtel Delaforest dit hôtel Lebel[24], 13 rue Vaneau à Paris, 7e arrondissement. (1843-?). Construit en 1843 sous l'égide de l'architecte Hippolyte Destailleur. Il appartient maintenant à l’État (Services du Premier Ministre) et a été inscrit aux Monuments historiques en 1993.

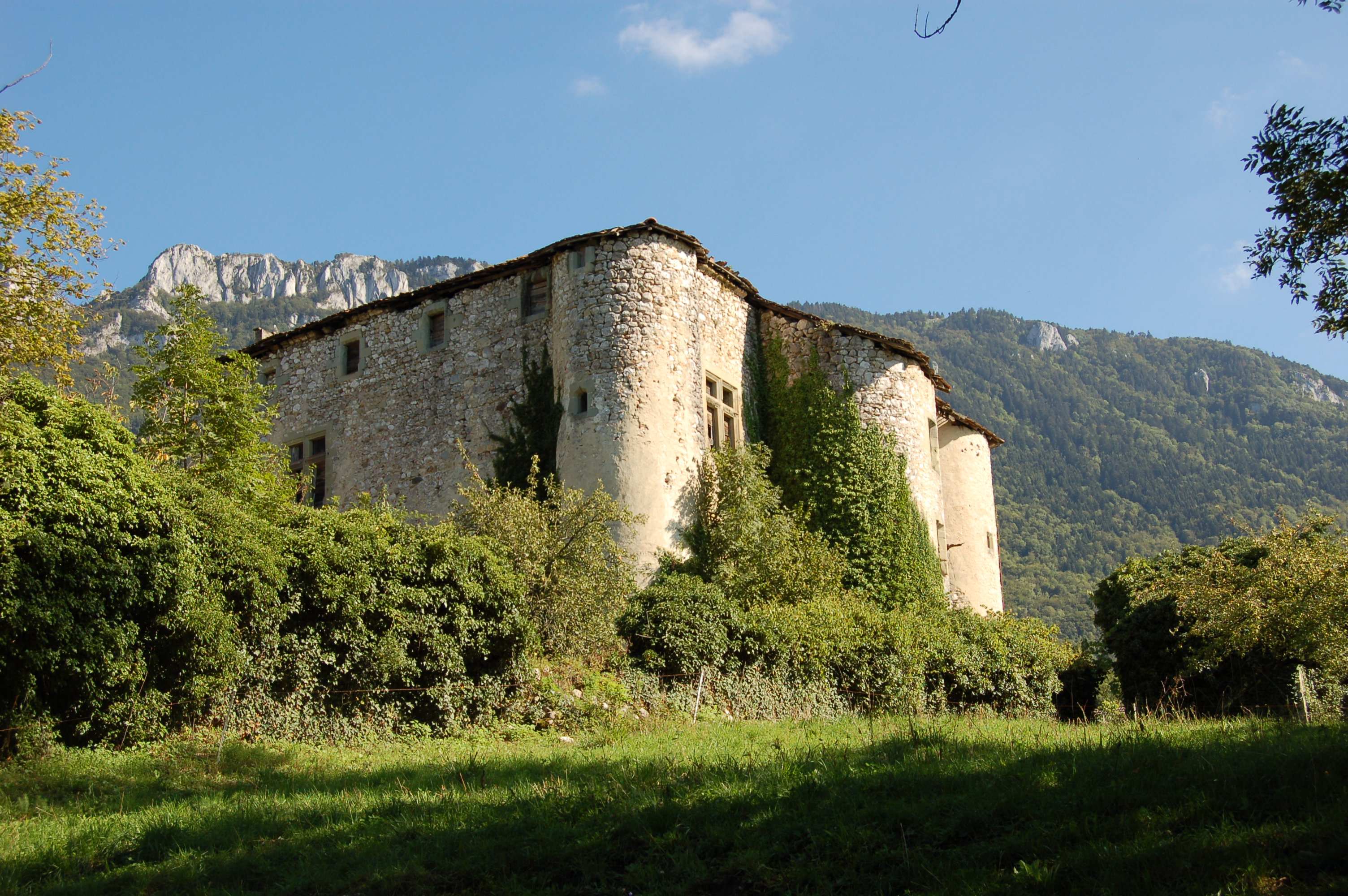
Le château ou maison forte de La Forest sur la commune de Saint-Jean-de-Chevelu
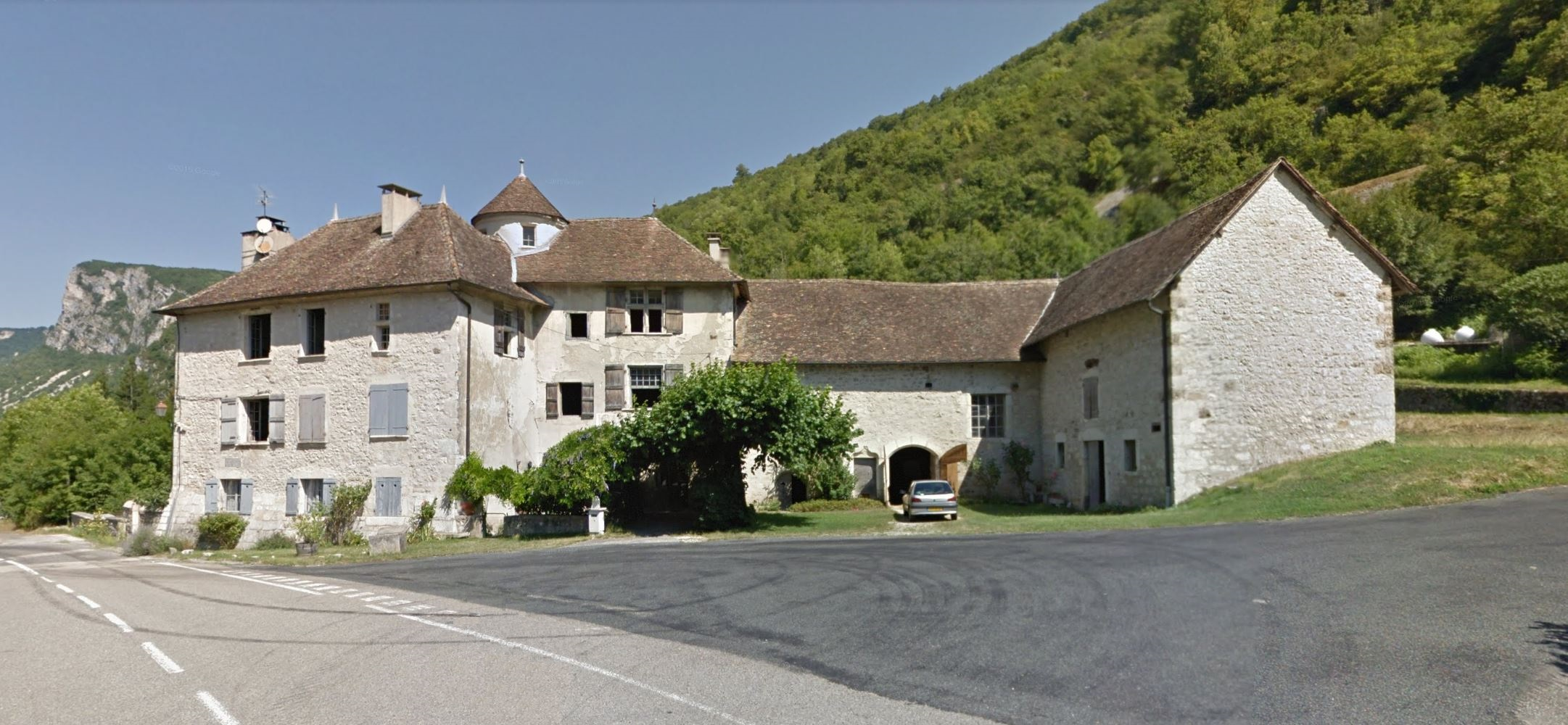
Maison forte de La Forest à Rossillon (nom local : manoir ou encore château de Rossillon)
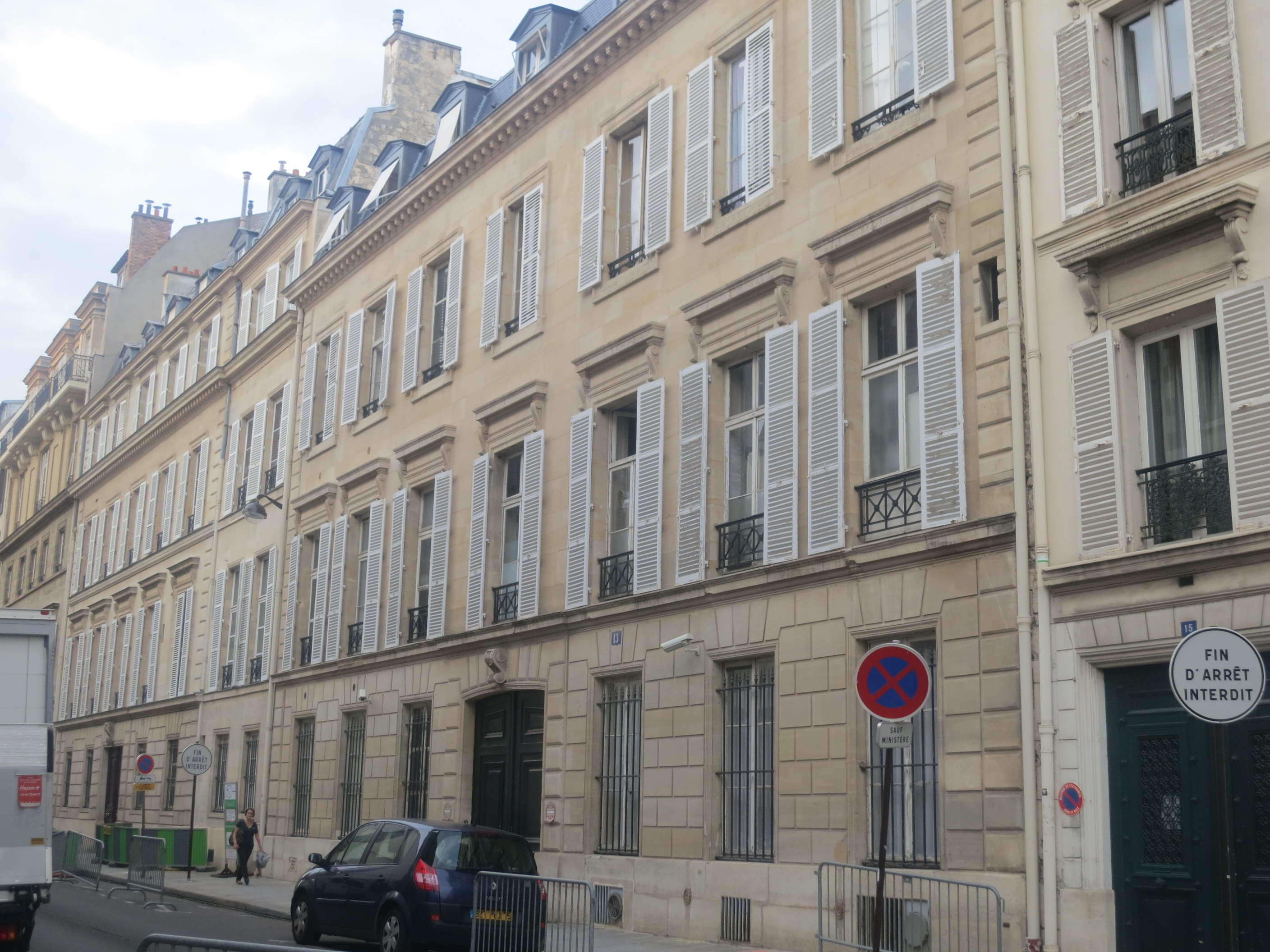
L'hôtel de La Forest, dit hôtel Lebel, à Paris
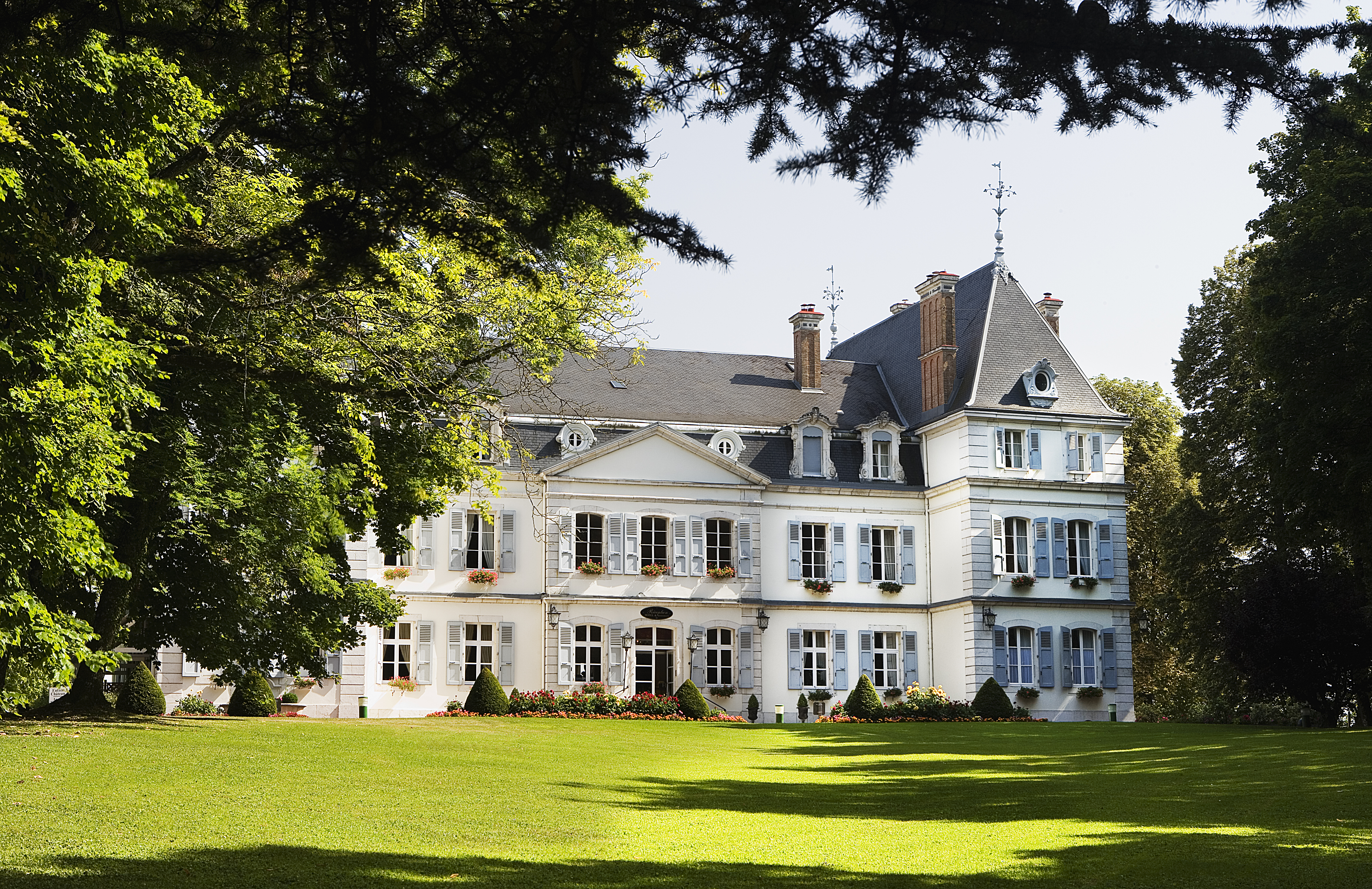
Le château de Divonne

## Personnalités

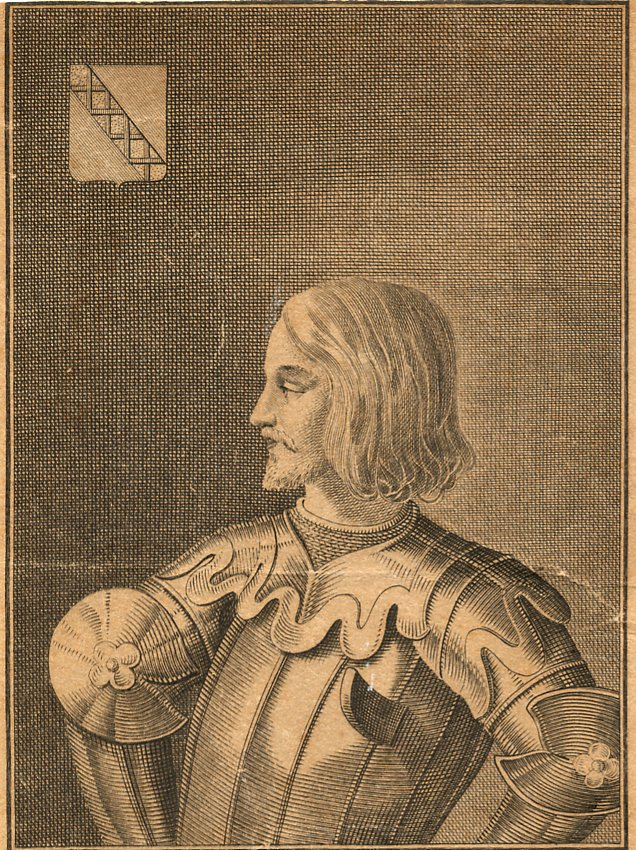
Antoine (1444-1499), gouverneur de Nice.
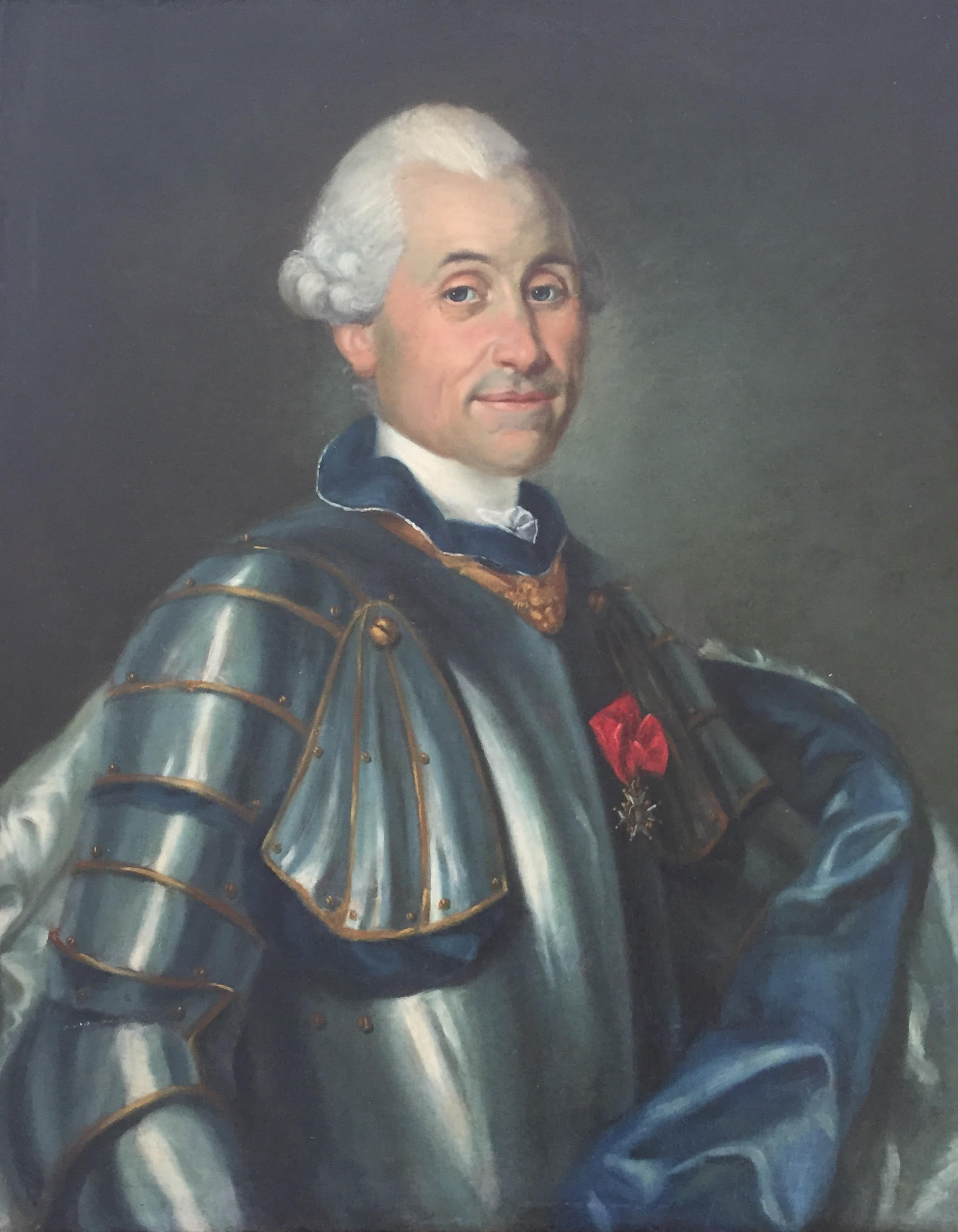
Gilbert (1709-1802), commandant de la citadelle de Besançon
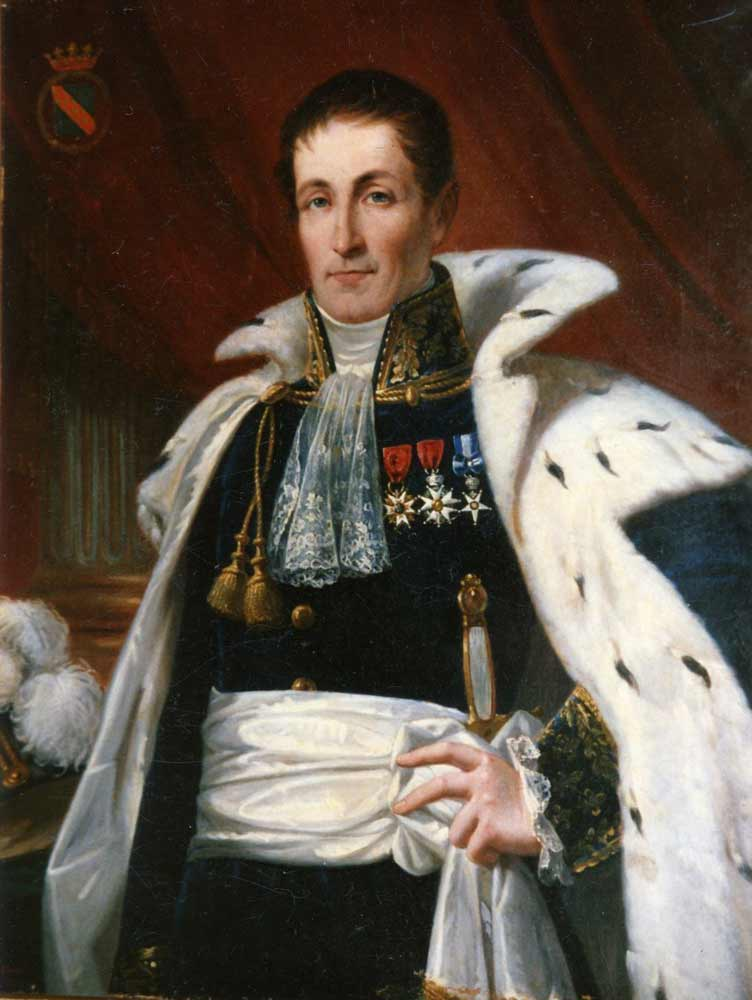
Louis-Marie-François (1765-1838), pair de France (1827-1830), baron-pair en 1829
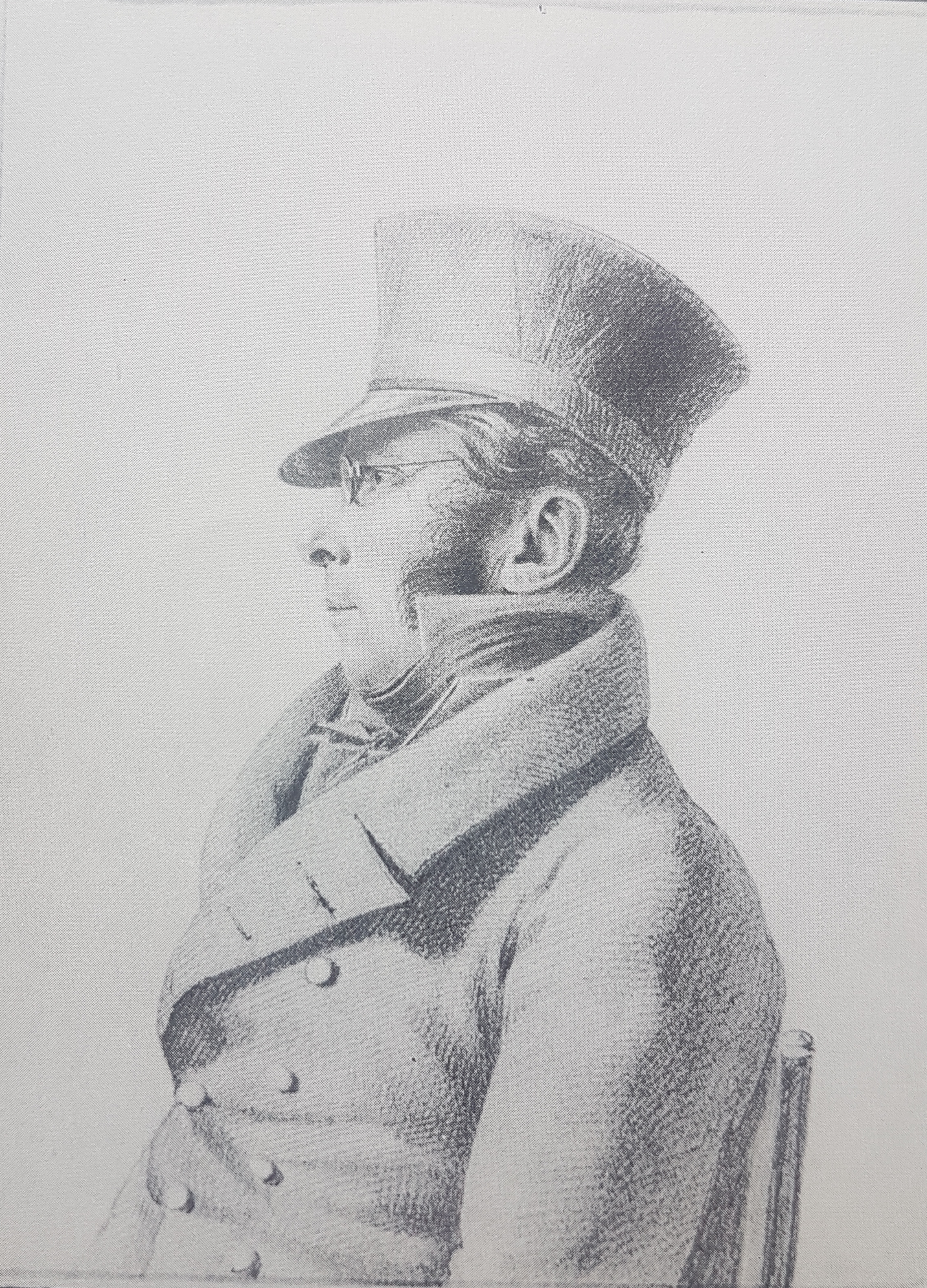
Charles Emmanuel (1770-1851), officier de l'armée de Condé, chef d'état-major de la place de Paris
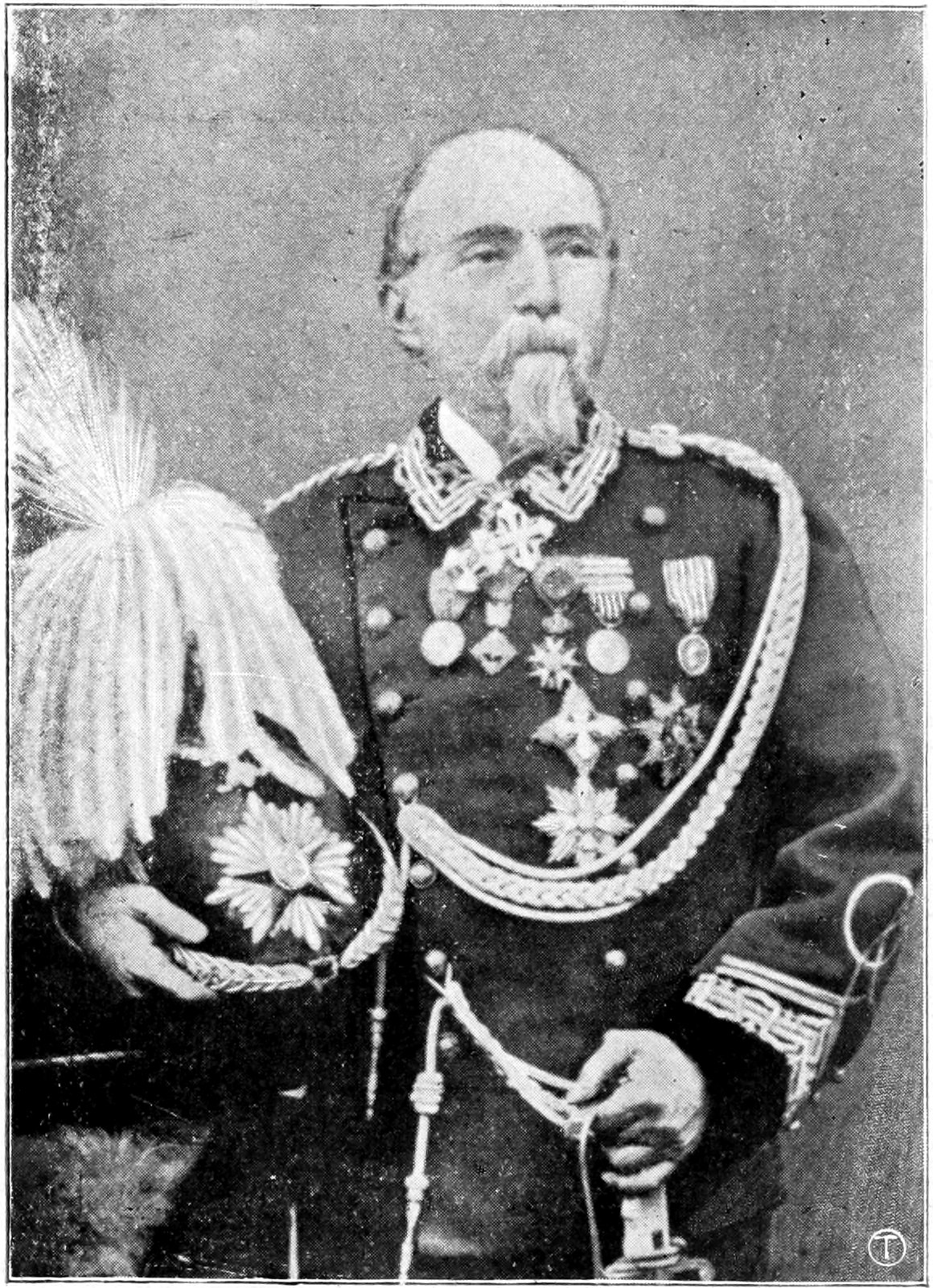
Albert de La Forest Divonne (1818-1893), lieutenant général dans l'armée italienne

### Au service des Savoie
- Aymar de La Forest, bailli de Bugey (1334) pour le comte de Savoie[25] (non rattaché à la filiation et La Roque donne cette affirmation comme douteuse[5])
- Guillaume de La Forest, damoiseau, châtelain comtal (1398), puis ducal (jusqu'en 1422 et 1433) de Rossillon et d'Ordonnaz, en Bugey[25].
- Guillaume de La Forest, fils du précédent, chevalier, vivant en 1441, page du comte de Savoie Amédée VI, écuyer du comte de Savoie Amédée VII, premier écuyer de la comtesse régente de Savoie, chambellan du duc, auteur de la branche du Chatelard[25].
- Jean Ier de La Forest (?-1466), page du duc Amédée VIII de Savoie, maître d’hôtel du duc Louis Ier de Savoie, il est nommé ambassadeur en France auprès du roi Louis XI pour traiter les mariages de sœurs de la reine Marie de Savoie avec Louis de Luxembourg, comte de Saint-Pol, et Agnès de Savoie avec le duc d’Orléans Longueville.
- Antoine de La Forest (1444-1499), chevalier, conseiller, chambellan du duc Charles Ier de Savoie[26], ambassadeur extraordinaire négociant en 1485 le mariage du duc[26], gouverneur de Nice par lettres patentes du 19 juillet 1485[27] (Nice fait partie des États de Savoie de 1388 à 1526).
- Hugues de La Forest (v.1450-1600), maître d'hôtel du duc de Savoie, gouverneur de Nice par lettres patentes du 4 août 1485 par substitution de son frère Antoine, ce dernier étant retenu par d'autres fonctions auprès du duc de Savoie.
- Pierre de La Forest, gouverneur du château de Chambéry, conseiller et ambassadeur du duc Charles II/III de Savoie à la cour du roi de France François Ier en 1534[28].
- François de La Forest, chevalier, seigneur de Rian, écuyer d'écurie du roi François Ier en 1522.
- Jean de La Forest, page du duc de Savoie-Nemours puis colonel.
- Charles de La Forest, chevalier, seigneur de Rumilly-sous-Cornillon, un des cent gentilshommes de l’hôtel des rois François Ier et Henri II.
- Gilbert Ier de La Forest (1623-1706), comte de Rumilly-sous-Cornillon, titré comte de La Forest, par lettres patentes du roi Louis XV en date de 1749.
- Albert-Eugène de La Forest Divonne (1651-1714), page de Charles-Emmanuel II duc de Savoie et prince de Piémont, lieutenant au Royal-Piémont.
- Albert de La Forest Divonne (1818-1893), premier page de Charles-Albert de Sardaigne, roi d'Italie. Il participe à la bataille de Montebello en 1859, lieutenant général dans l'armée italienne, grand officier de l'ordre des Saints-Maurice-et-Lazare.

### Officiers au service de la France
- Gilbert de La Forest Divonne (1709-1802), brigadier dans les armées du roi de France, commandant la citadelle de Besançon.
- Claude Antoine de La Forest (1726-1799), comte de Divonne, chevalier de l'ordre royal et militaire de Saint-Louis, admis aux honneurs de la Cour de France en 1773, maréchal des camps et armées du roi en 1781.
- Pierre-François (1731-1806), comte de La Forest Divonne, chevalier de Saint-Louis, grand bailli d'épée du pays de Gex en 1789.
- Louis-Marie-François de La Forest Divonne (1765-1838), reçu de minorité dans l'ordre de Saint-Jean de Jérusalem[29], puis lieutenant au régiment d'Artois (1789), adepte et héritier spirituel de Louis-Claude de Saint-Martin, aide major général à l’armée de Condé, maréchal de camp en 1814, chevalier de Saint-Louis, pair de France héréditaire par ordonnance du roi Charles X le 5 novembre 1827, autorisé le 18 mars 1829 à constituer un majorat de pairie au titre de baron-pair.
- Charles Emmanuel de La Forest Divonne (1770-1851), officier dans l'armée de Condé, chef d'état-major de la place de Paris en 1822[30][source insuffisante].
- Robert (René Joseph Marie Hippolyte) de La Forest Divonne (1875-1914), lieutenant au 62e régiment d'infanterie, mort pour la France le 22 août 1914[31] au combat de Maissin en Belgique.
- Gilbert (Léon Marie Sylvain) de La Forest Divonne (1879-1915), capitaine au 176e régiment d'infanterie, mort pour la France le 21 juin 1915, au combat de Sedd-Ul-Bahr, lors de la bataille des Dardanelles.
- Bernard de La Forest Divonne (1880-1964), ESM Saint-Cyr, promo Tchad 1900-1902, colonel, puis attaché militaire, ancien cadre de la Croix-Rouge française, commandeur de la Légion d'honneur, croix de guerre 14-18 et 39-45.
- Claude de La Forest Divonne (1914-1943), ESM Saint-Cyr, promo 1935-1937- Maréchal Lyautey, lieutenant, mort pour la France le 13 décembre 1943 à Cherchell, Algérie.
- Gilbert de La Forest Divonne (1920-1940), ESM-Saint-Cyr, promo 1939-1940, Amitié Franco-Britannique, sous-lieutenant de cavalerie, mort pour la France le 15 juin 1940 à Villeneuve-aux-chemins, Aube.

### Autres personnalités
- Emilio de La Forest de Divonne (1899-1961), député au parlement italien, grand officier de la Couronne d'Italie, commandeur dans l'Ordre des Saints-Maurice-et-Lazare, président du club de football de la Juventus.
- Pierre de La Forest Divonne (1926-1983), compositeur, partisan du courant légitimiste en France.
- Astrid de La Forest Divonne (1962), graveur et artiste peintre, présidente de l'Académie des beaux-arts.
- Marc de La Forest-Divonne, sous-préfet de Guingamp (2006-2013)[32].

### Religieux
- Pierre de La Forest, abbé de Saint-Just de Suze, grand aumônier de Savoie en 1492[33].
- Jean de La Forest (mort vers 1537) religieux, commendataire de Nantua (1505-1538), de Payerne (1514-1538) et de la prévôté du Grand-Saint-Bernard (1510-1524), abbé de Saint-Juste à Suse, conseiller et aumônier du duc Charles III de Savoie[34], à la suite de son oncle Pierre de La Forest.
- Philibert de La Forest (v.1504-v.1579), succède à son oncle à la prévôté du Grand-Saint-Bernard (1524-1552)[35].
- Benoît de La Forest (v.1533/34-av.1563), prieur Saint-Jacquême d'Aoste (1552), prévôt du Grand-Saint-Bernard (1553-1563)[35].

## Alliances

### Alliances savoisiennes
Les principales alliances dans les États de Savoie de la famille de La Forest-Divonne sont, : Biord, Bonivard, de Cordon, du Crest, de Foras, Greyfié de Bellecombe, de Grenaud, de Livron, de Menthon, de Seyssel, de Thoire-Villars, de Viry (1622).

### Autres alliances
Les principales alliances de la famille de La Forest-Divonne sont,, : de Somont (1515), de Symons (1655), de Soubeyran (1680), de Borsat (1724), de Rivoire de La Tourette (1751), de Suremain de Flamerans (1769), de Labaig de Viella (1829), de Villeneuve de Vence (1834), Laurent (1837), de Busseul (1841), Pélissa (1849), de Perthuis (1853), de Jouffroy d'Abbans (1853), de Maillé de La Tour-Landry (1857), Nompère de Champagny, de Guignard de Saint-Priest (1865), Le Roux de Puisieux (1873), de Gangnières de Souvigny (1877), Simon de La Rochette (1877), du Roure de Beaujeu (1878), Marescotti-Ruspoli (1887), du Bessey de Contenson (1893), Bertera (1897), Audenried (1890), du Chastel de La Howarderie, de Lévis-Mirepoix, de Chabannes (1938), de Lassus Saint-Geniès (1946), de Forton, Humann-Guilleminot, de La Tour du Pin, de Malherbe (1979), de Montalembert (1983 et 1990), de Boisgelin, de Bouet du Portal, de Carné Carnavalet, de Chérizey, Frotier de La Messelière, de Gontaut Biron, de Javel, Law de Lauriston, Le Fèvre d'Ormesson, Marin de Montmarin, de Noblet d'Anglure, Richard de Soultrait, de Couriss, Robineau de Rochequairie, Urvoy de Closmadeuc, Gardey de Soos, Le Peletier d'Aunay, de Foresta (2024).

#### Ouvrages généraux
- Thierry d'Asnières de Veigy, Damien Greyfié de Bellecombe et Christian Regat, Armorial et nobiliaire de l'ancien duché de Savoie : ou état de la noblesse savoyarde subsistante, vol. 2, Rumilly, Association des Continuateurs de l'Armorial de Savoie, 2024, 632 p. (ISBN 978-2-95903-850-1), p. 20 familles.
- André Borel d'Hauterive, Annuaire de la Noblesse de France et des Maisons souveraines, vol. 17, Grenoble, Allier Frères, 1860, sur books.google.fr (ISSN 2019-8086, lire en ligne), p. 184-190.
- Gustave Chaix d'Est-Ange, Dictionnaire des familles françaises anciennes ou notables à la fin du XIXe siècle (T. XVIII. Fel-For.), t. 10, Évreux, impr. C. Hérissey, 1922, sur gallica (lire en ligne), p. 324-327. .
- Amédée de Foras et continué par le comte F.-C. de Mareschal, Armorial et nobiliaire de l'ancien duché de Savoie, vol. 2, Grenoble, Allier Frères, 1878, sur gallica (lire en ligne), p. 424-441, « La Forest Divonne (de) ».
- Henri Jougla de Morenas, Grand armorial de France, vol. 4, Société du Grand armorial de France, 1939 (lire en ligne [PDF] sur palisep.fr), p. 31, « De La Foreste Divonne ».
- Jean-Baptiste-Pierre Jullien de Courcelles, Dictionnaire universel de la noblesse de France, volume 1, 1820, pp. 262- (lire en ligne).
- Louis de La Roque, Bulletin de la société héraldique et généalogique de France, 1886, pages 67–68 (lire en ligne).
- Jean Létanche, Les vieux châteaux, maisons fortes et ruines féodales du canton de Yenne en Savoie, t. 20, série 2 (réimpr. 2007) (1re éd. 1907), sur gallica (lire en ligne).
- [Du Mesnil 1872] Clément-Edmond Révérend Du Mesnil, Armorial historique de Bresse, Bugey, Dombes, Pays de Gex, Valromey et Franc-Lyonnais, d'après les travaux de Guichenon, d'Hozier… les archives et les manuscrits, etc. avec les Remarques critiques de Pl. Collet, Lyon, impr. Aimé Vingtrinier, 1872, 714 p., sur gallica (lire en ligne), p. 266.
- E. de Séréville et F. de Saint-Simon, Dictionnaire de la noblesse française, 1975, page 584.

#### Ouvrages écrits par des membres de la famille
- Albert de La Forest Divonne, La baronnie de Divonne et ses seigneurs (1123-1930), Toulouse, E. Privat, 1930. (OCLC 39259898) (ouvrage familial).
- Dominique de La Forest Divonne, Maison de La Forest Divonne - Notices généalogiques et historiques, Divonne-les-Bains, 1990, 105 pages (ouvrage familial à compte d'auteur)
- Charles Vollet, Véronique de La Forest Divonne-Vollet, Luce Wisniewski-De La Forest Divonne, Maison de La Forest Divonne: annuaire généalogique : descendance de Claude-Antoine et de Pierre-François : état présent au 31 décembre 1990, Association Tout à travers, 1991 (ouvrage familial à compte d'auteurs).